# 鍾文靖
鍾文靖（しょう ぶんせい、ツォン・ウェンジン、钟文靖、1990年9月25日 - ）は、中国の囲碁棋士。湖北省武漢出身、中国囲棋協会所属、阮雲生七段門下、五段。招商銀行杯中国囲棋電視快棋戦優勝、BCカード杯世界囲碁選手権ベスト8など。

## 経歴
2001年初段。2002年に武漢チームで乙級リーグ出場し、6勝1敗の成績を挙げる。2005年三段。2006年、富士通杯U15少年囲棋戦5位、四段。2007年は甲級リーグで武漢黄鶴楼で12勝4敗、五段。2008年天元戦ベスト8。2010年名人戦ベスト4。2011年、BCカード杯戦でベスト8進出。同年招商銀行杯で王檄、古力、決勝で王磊を破って優勝、初タイトル獲得。
2012年三星火災杯世界囲碁マスターズベスト16、中信銀行杯ベスト8、威孚房開杯棋王戦ベスト8。
2013年全国囲棋個人戦6位。2014年天元戦ベスト4、中信銀行杯ベスト8、全国個人戦2位。2015年天元戦ベスト8。
2017年、甲級リーグで中信北京チームとして優勝を果たす。
中国棋士ランキングでは2009年23位、2011年・2014年17位。

### タイトル歴
- 招商銀行杯中国囲棋電視快棋戦 2011年

### その他の棋歴
- BCカード杯世界囲碁選手権 ベスト8 2011年（○朴文尭、○李載雄、○檀嘯、×許映皓）
- 全国囲棋個人戦 2013年6位、2014年2位
- 全国智力運動会 2011年大学生個人準優勝、2015年大学生個人4位
- 中国囲棋甲級リーグ戦
  - 2002年乙級（武漢）6-1
  - 2003年乙級（武漢市雲生囲棋培訓学校）
  - 2005年（武漢宝安地産）1-3
  - 2006年（武漢華夏学院）
  - 2007年（武漢黄鶴楼）13-4
  - 2008年（武漢黄鶴楼）13-9
  - 2009年（黄鶴楼科技園）12-10
  - 2010年（中信北京）11-11
  - 2011年（中信北京）12-10
  - 2012年（中信北京）9-13
  - 2013年（中信北京）9-11
  - 2014年（中信北京）10-7
  - 2015年（中信北京）8-12